# جینی (زبان برنامه‌نویسی)
جینی (انگلیسی: Genie) زبان برنامه‌نویسی مدرن، همه منظوره و سطح بالا است که در سال ۲۰۰۸ توسعه داده شده‌است. و با هدف جایگزین ساده‌تر و تمیزتر والا همزمان با حفظ کارایی آن طراحی شده است.جینی از همان کامپایلر ها و کتابخانه های والا استفاده می کند.و می توان از هردو در کنار هم استفاده کرد. و تنها تفاوت در نحو آن ها است.